# Narharpur
Narharpur är en ort i Indien.   Den ligger i distriktet Uttar Bastar Kanker och delstaten Chhattisgarh, i den centrala delen av landet, 1 000 km söder om huvudstaden New Delhi. Narharpur ligger 402 meter över havet och antalet invånare är 6 500.
Terrängen runt Narharpur är platt. Runt Narharpur är det ganska tätbefolkat, med 129 invånare per kvadratkilometer. Det finns inga andra samhällen i närheten. I omgivningarna runt Narharpur växer huvudsakligen savannskog.